# Ljubo Ilić
Ljubo Ilić (Split, 16. travnja 1905. — Beograd, 20. ožujka 1994.) bio je sudionik Španjolskog građanskog rata i Francuskog pokreta otpora tijekom Drugog svjetskog rata. Nakon rata je bio diplomat socijalističke Jugoslavije i narodni heroj Jugoslavije. 

## Životopis
Rođen je 16. travnja 1905. godine u Splitu. Zbog lošeg materijalnog stanja, u vrlo teškim uvjetima završio je srednju tehničku školu. Godine 1926., sredstvima iz vlastite zarade, otišao je na studij u Francusku. 
Diplomirao je na Sveučilištu u Parizu 1934. godine. U Parizu je, s grupom studenata-marksista, preuzeo upravu Udruženja jugoslavenskih studenata, a bio je i tajnik antifašističkih publikacija „Amis du Monde“ i mjesečnika „Plan“. Izdavao je, u ime jugoslavenskih radnika, „Iseljenički glasnik“. Bio je tajnik Emigracijske komisije, a izvjesno vrijeme radio je i u tiskarnici Komunističke partije Jugoslavije, koja je osiguravala tiskanje partijskih novina „Proleter“ i novina KP Slovenije „Delo“. Sudjelovao je i u organiziranju kanala kojima se partijske tiskovine prebacivale u Jugoslaviju, uglavnom posredništvom mornara i luka Solun, Split, Rijeka i Trst. 

### Španjolski građanski rat
Članovi Centralnog komiteta KPJ odobrili su mu da u kolovozu 1936. godine ode kao dobrovoljac u Španjolsku. Bio je borac u Internacionalnom bataljunu „Dombrovski“ i uključio se u borbe koje su se tamo vodile. Bio je politički komesar, a zatim zapovjednik čete. U jednoj od borbi za obranu Madrida bio je teško ranjen. Poslije izlaska iz bolnice, otišao je u Albacetu na tečaj za časnike. Zatim je u Andaluziji, u pozadini Francovih trupa, organizirao gerilske partizanske odrede, od kojih je naknadno bio formiran 14. partizanski korpus. Na Aragonskoj fronti usdjelovao je u ofenzivi na Zaragozu. Tada je bio ranjen još dvaput. Zbog privremene nesposobnosti za ratovanje na fronti, bio je postavljen za zapovjednika Vojne partizanske akademije kod Barcelone. 
U srpnju 1938. godine postao je zapovjednik 76. partizanske divizije; s njom je sudjelovao u posljednjim borbama u Španjolskoj, kada je preuzeo zapovjedništvo nad 14. gerilskim korpusom. Bio je direktno u vezi sa šefom generalštaba, generalom Vicenteom Rojom, i zaštitnica pri povlačenju Armije „Ebro” i Desete armije. U tom periodu vodio je, puna dva mjeseca, teške borbe. 
Imao je čin bojnika vojske Španjolske Republike, i bio odlikovan Ordenom de Ciora i Ordenom de Sufrimiento por la Patria.

### Član Francuskog pokreta otpora
U prvoj polovici veljače 1939. godine dospio je, s ostalim bivšim borcima internacionalnih brigada, u logor Ciprien, u Francuskoj. Krajem ožujka izašao je iz logora, i po zapovijedi KPJ živio u Parizu, gdje ga je otkrila sigurnosna služba, uhitila i vratila u logor. 
U veljači 1941. godine, s još nekim drugovima, bio je prebačen u specijalni zatvor u Toulouseu, gdje je došao u dodir sa zatvorenim francuskim komunistima, a preko njih s oslobodilačkom organizacijom izvan zatvora. Nešto kasnije, Pétainova policija sprovela ih je u zatvor „Castre“ i predala Specijalnoj policiji, koja se nalazila u rukama njemačkih okupacijskih snaga. 
Pošto mu pokušaj bijega krajem 1942. godine nije uspio, tek je u rujnu 1943., zajedno s grupom drugova, uspio pobjeći i priključiti se francuskom pokretu otpora. Ubzo je postao zapovjednik Južne zone Francuske, a u siječnju 1944. godine bio je pozvan u Nacionalni vojni komitet Francuske i postavljen za zapovjednika svih stranih snaga koje su se borile u Francuskoj. Tada je bio unaprijeđen u čin generala, a dobio je i diplomu Nacionalnog vojnog komiteta Francuske, Spomenicu francuskog pokreta otpora, Ratni križ i orden Legije časti. 
U listopadu 1944. godine bio je akreditiran pri Zapovjedništvu savezničkih ekspedicijskih snaga F. H. A. E. F., a od siječnja 1945. godine nalazio se na dužnosti jugoslavenskog vojnog izaslanika u Parizu.

### Poslijeratna karijera
Poslije oslobođenja Jugoslavije obavljao je razne odgovorne dužnosti u diplomatskoj službi: 
- ožujka 1946. godine predvodio je diplomatsku misiju po zemljama Latinske Amerike, uspostavivši odnose između Jugoslavije i Meksika, Brazila, Urugvaja, Argentine, Čilea i Bolivije,
- specijalni savjetnik u Ministarstvu vanjskih poslova Vlade FNRJ, bio je od rujna 1947. godine,
- pomoćnik ministra građevina, od siječnja 1948. godine,
- predsjednik Komiteta za lokalnu privredu i komunalne poslove vlade FNRJ, od travnja 1949. godine,
- veleposlanik u Norveškoj, od travnja 1951. godine,
- veleposlanik u Meksiku, od listopada 1953. godine,
- predsjednik Komiteta za komunalne poslove i urbanizam SFRJ, od 1956. godine,
- veleposlanik u Danskoj, od 1962. godine,
- savjetnik Saveznog tajnika za međunarodne poslove,
- veleposlanik u Švicarskoj, od 1967. godine[1]

Umirovljen je 27. prosinca 1974. godine, kada je postao član Savjeta federacije. 
Bio je oženjen s poznatom opernom pjevačicom Zinkom Kunc. Umro je 20. ožujka 1994. godine. Pokopan je u Aleji zaslužnih građana na Novom groblju u Beogradu.
Nositelj je Partizanske spomenice 1941. i više drugih stranih i jugoslavenskih odličja. Ordenom narodnog heroja odlikovan je 27. studenog 1953. godine.